# Virtua Striker 3
Virtua Striker 3 est un jeu vidéo de football développé par Amusement Vision et édité par Sega, sorti en 2001 sur borne d'arcade et GameCube.

## Accueil
- GameSpot : 5,5/10 (ver. 2002)[1]
- IGN : 5,1/10 (ver. 2002)[2]
- Jeuxvideo.com : 13/20 (ver. 2002)[3]